# Андор, Ласло
Ла́сло А́ндор (венг. Andor László; род. 3 июня 1966, Залаэгерсег) — венгерский и европейский политик, европейский комиссар по рынку труда, социальным вопросам и политике социальной интеграции с 2010 по 2014 год.

## Карьера
Ласло Андор окончил Гимназию имени Миклоша Зриньи и Университет экономических наук имени Карла Маркса в Будапеште (современный университет Корвина), где изучал экономику. Позднее также обучался в университете Джорджа Вашингтона и Манчестерском университете (в последнем — за стипендию British Council). Закончил с магистерской степенью в экономике развития в 1993 году.
С 1993 года был редактором влиятельного в Венгрии журнала левой мысли «Eszmélet». С 1998 года в Венгерской социалистической партии входил в экономическую секцию, одним из руководителей которой стал в 2003 году. С 2005 года был членом совета директоров Европейского банка реконструкции и развития.
С 2010 год по 2014 год был европейским комиссаром по рынку труда, социальным вопросам и политике социальной интеграции, представляя Венгрию в Еврокомиссии вместо Ласло Ковача. Краткое время с 19 апреля по 25 мая 2014 года был исполняющим обязанности европейского комиссара по здравоохранению и потребительской политике вместо Невена Мимицы, пока тот вёл избирательную кампанию в Европейский парламент.